# Schönhausen (Elbe)
Schönhausen (Elbe), uttalas Schönhausen-Elbe eller Schönhausen an der Elbe, är en stad i Landkreis Stendal i det tyska förbundslandet Sachsen-Anhalt. Staden är även centralort för förvaltningsgemenskapen Elbe-Havel-Land där den ingår tillsammans med kommunerna Kamern, Klietz, Sandau (Elbe), Schollene, Wust-Fischbeck. Den tidigare kommunen Hohengöhren uppgick i Schönhausen (Elbe) den 1 januari 2020.
Schönhausen är beläget på östra sidan av floden Elbe längst österut i delstaten vid gränsen till Brandenburg.

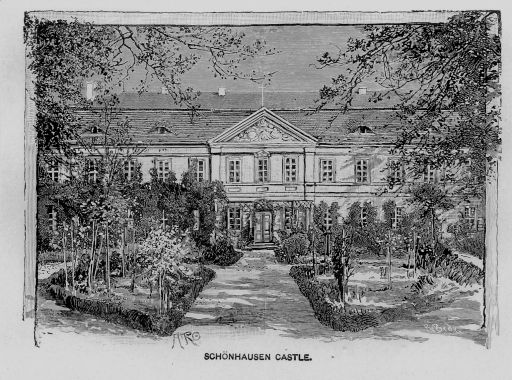
Det före detta slottet
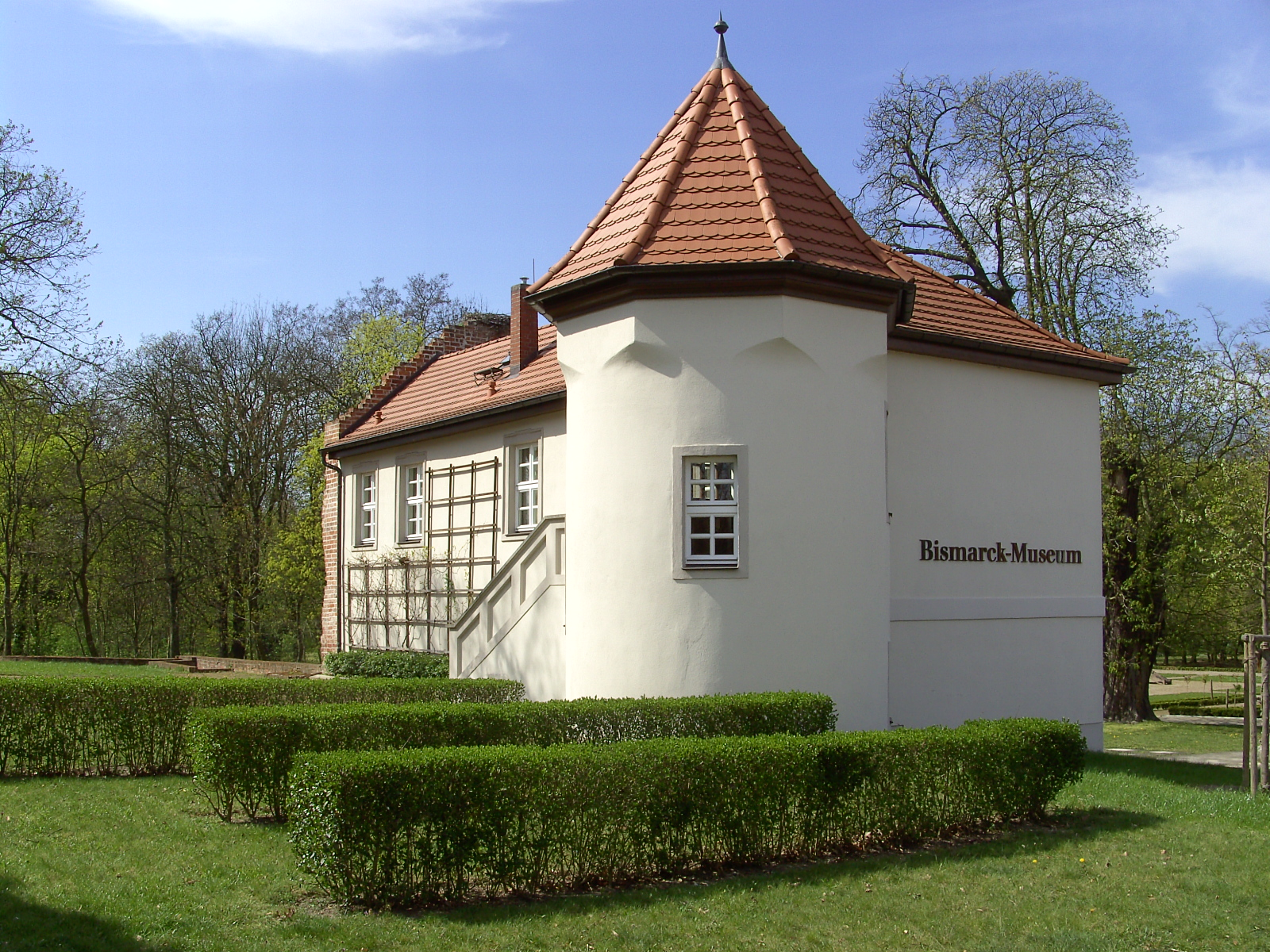
Bismarck-Museum
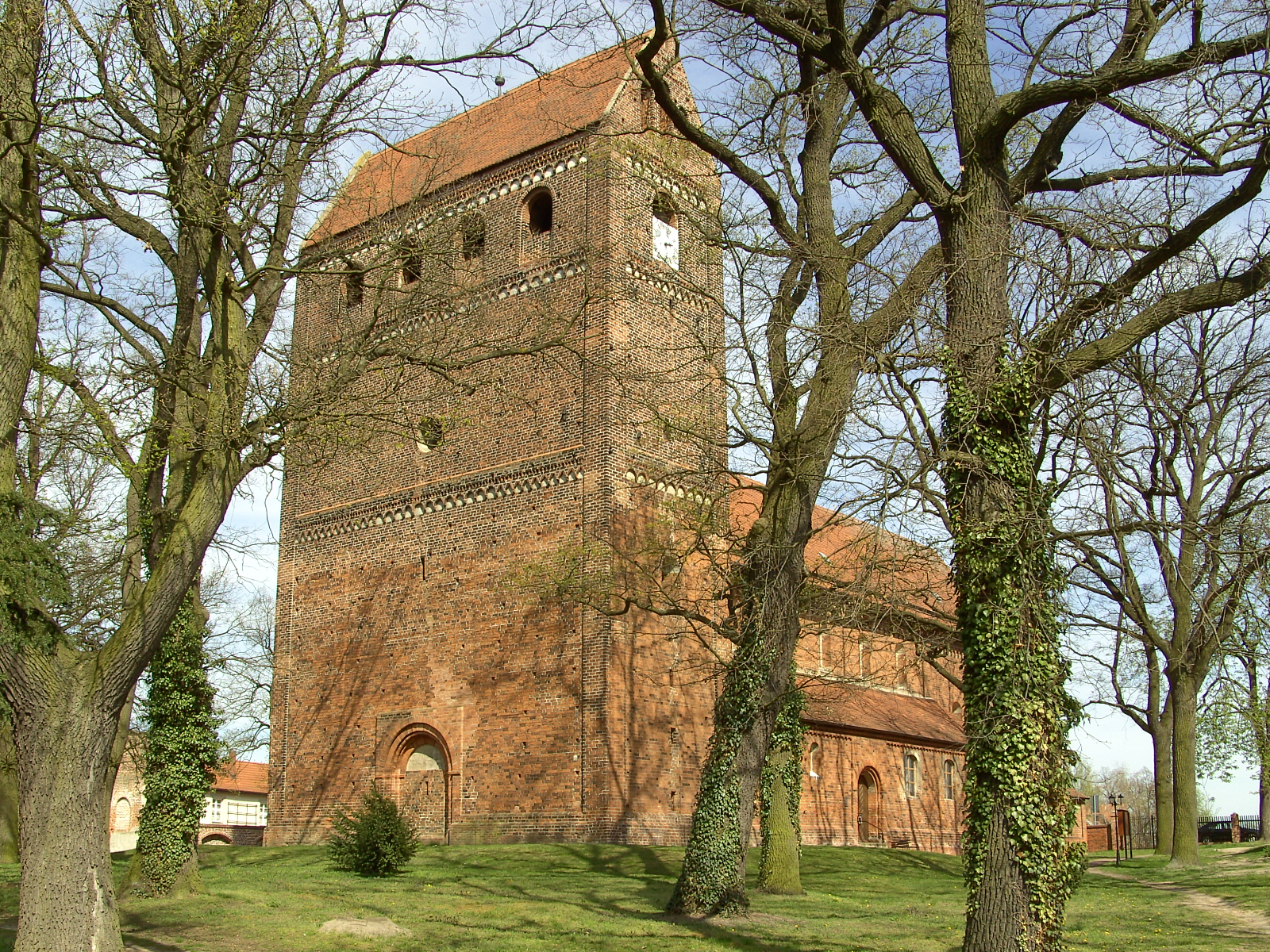
Kyrkan

## Kända personer
- Otto von Bismarck, rikskansler